# Gustavo Moraes Rego Reis
Gustavo Moraes Rego Reis (Rio de Janeiro, 1920 — Rio de Janeiro, 4 de julho de 1997) foi um militar brasileiro.

## Biografia
Comandou a 11ª Brigada de Infantaria Blindada, em Campinas, e a 6ª Região Militar em Salvador.
filho de Artur Henoch dos Reis e de Maria de Lurdes Morais Rego Reis.
Foi chefe do Gabinete Militar no governo Ernesto Geisel, de 6 de janeiro de 1978 a 15 de março de 1979, em substituição ao general Hugo Abreu, que se demitiu em protesto contra a indicação do general João Batista Figueiredo como candidato oficial à sucessão de Geisel.
Por ter concedido entrevista ao jornal Folha de S.Paulo, onde criticava o presidente João Figueiredo, colocando-o como “um homem temperamental, que se vê o obstáculo na sua frente, o cavalete pintado, e só quer ultrapassar”, foi preso em novembro de 1983, por determinação do ministro Walter Pires. Na mesma ocasião, criticou também o próprio sistema e o comandante militar do Planalto, general Newton Cruz, executor das medidas de emergência que entraram em vigor em Brasília por ocasião da votação pelo Congresso da Emenda nº 2.045, que regulamentava a nova política salarial.
Faleceu em 4 de julho de 1997, na cidade do no Rio de Janeiro. Do seu primeiro casamento, teve três filhos. Era casado em segundas núpcias com Maria Lídia Mendonça de Morais Rego Reis.
É avô paterno da atriz Drica Moraes.